# Aronson Corner
Der Aronson Corner ist ein Kliff im ostantarktischen Coatsland. Es liegt am nordöstlichen Rand eines verschneiten Gebirgskamms zwischen dem Mummery-Kliff und den Chevreul-Kliffs im Pioneers Escarpment der Shackleton Range.
Erste Luftaufnahmen entstanden 1967 durch die United States Navy. Der British Antarctic Survey nahm zwischen 1968 und 1971 eine Vermessung vor. Das UK Antarctic Place-Names Committee benannte es 1974 nach dem US-amerikanischen Unternehmer Louis Vincent Aronson (1870–1940), Erfinder des ersten funktionierenden benzingetriebenen Feuerzeugs.